# 705-ös busz
Az 705-ös jelzésű távolsági autóbusz Budapest, Népliget autóbusz-pályaudvar és Dunaújváros, autóbusz-állomás között közlekedik. A járatot a MÁV Személyszállítási Zrt. üzemelteti.

## Járművek
A vonalon a Volánbusz Credo Inovell 12 buszok közlekednek. A Credo buszok egész nap, közlekednek. A Credo buszok a Vodafonenak köszönhetően WIFI-vel rendelkeznek.

## Megállóhelyei
| 0 | Budapest, Népliget végállomás                 | 100 | 1, 1A 83 254E 607, 608, 626, 628, 629, 630, 631, 632, 633, 635, 636, 650, 653, 655, 656, 660, 661 1080, 1081, 1085, 1087, 1090, 1092, 1094, 1110, 1111, 1113, 1115, 1120, 1121, 1125, 1131, 1134, 1136, 1172, 1173, 1174, 1175, 1176, 1177, 1183, 1184, 1185, 1188, 1189, 1190, 1193, 1194, 1201, 1205, 1212, 1215, 1216, 1229, 1251, 1253, 1254, 1257, 1268 |
| A szürke hátterű megállóhelyeken Dunaújváros felé csak felszállni, Budapest felé csak leszállni lehet. |                                               |     | |
| 10 | Budapest, Kelenföldi Erőmű                    | 90  | 33, 33A, 133E 1121, 1125, 1131, 1134 |
| 22 | Budapest, Növény utca                         | 78  | 33, 114, 133E, 138, 150, 213, 214 S40 S42 G43 G44 (Budatétény megállóhely) |
| 34 | Érd, autóbusz-állomás (↓) Érd, Kálvin tér (↑) | 66  | 700, 710, 712, 715, 720, 722, 733, 734, 735, 736, 738, 741, 742, 744, 745, 746, 755 1134 Érd alsó: S30 G30 Z30 S34 S35 S36 sebesvonat Érd felső: S40 G40 Z40 S42 Z42 G43 G44 |
| 43 | Százhalombatta, vasútállomás                  | 57  | 708, 710, 712, 715, 756 1134 S40 G40 Z40 S42 Z42 |
| 46 | Százhalombatta, DKV főkapu                    | 54  | 704 S40 S42 |
| 54 | Ercsi, Vásár tér                              | 46  | 704 |
| 56 | Ercsi, Dózsa György út                        | 44  | 704 1134 |
| 64 | Sinatelep, bejárati út                        | 36  | 8238, 8240 |
| 66 | Alsó-Sinatelep                                | 34  | 8238, 8240 |
| 70 | Iváncsai elágazás                             | 30  | 8236, 8238, 8240 |
| 73 | Adony, községháza                             | 27  | 8234, 8236, 8238, 8240 1134 |
| 82 | Kulcs, 57-es kilométer                        | 18  | 8236, 8238, 8240 |
| 84 | Kulcs, kulcsi elágazás                        | 16  | 8236, 8238, 8240 Kulcs Kulcs, Tavasz utca: 8244 |
| 88 | Rácalmás, bejárati út                         | 12  | 8236, 8238, 8240, 8244 |
| 95 | Dunaújváros, Magyar utca                      | 5   | 5, 24, 25, 28, 29, 35 8236, 8238, 8240 |
| 98 | Dunaújváros, Dózsa Mozi                       | 2   | 1121, 1125, 1131, 1134 2, 3, 5, 8, 11, 18, 25, 29, 33, 35, 40 |
| 100 | Dunaújváros, autóbusz-állomás végállomás      | 0   | 2, 4, 5, 8, 11, 18, 25, 27, 29, 32, 33, 35, 40, 44 |